# MS Estonia

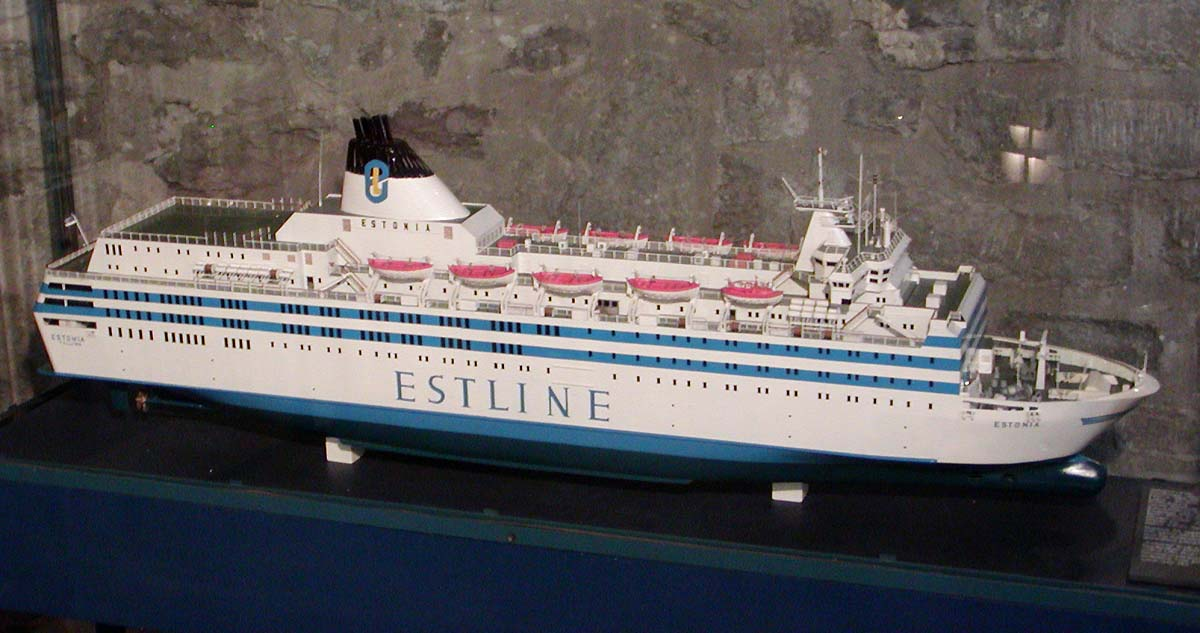
Modelo em escala do MS Estônia

MS Estonia foi um cruzeiro construído em 1980 no estaleiro da Alemanha Ocidental Meyer Werft em Papenburg. Em 1993, ela foi vendida para Nordström & Thulin para uso na rota Tallinn-Estocolmo da Estline. O naufrágio do navio em 28 de setembro de 1994, no Mar Báltico entre a Suécia, Finlândia e Estônia, foi um dos piores desastres marítimos do século XX, ceifando 852 vidas.

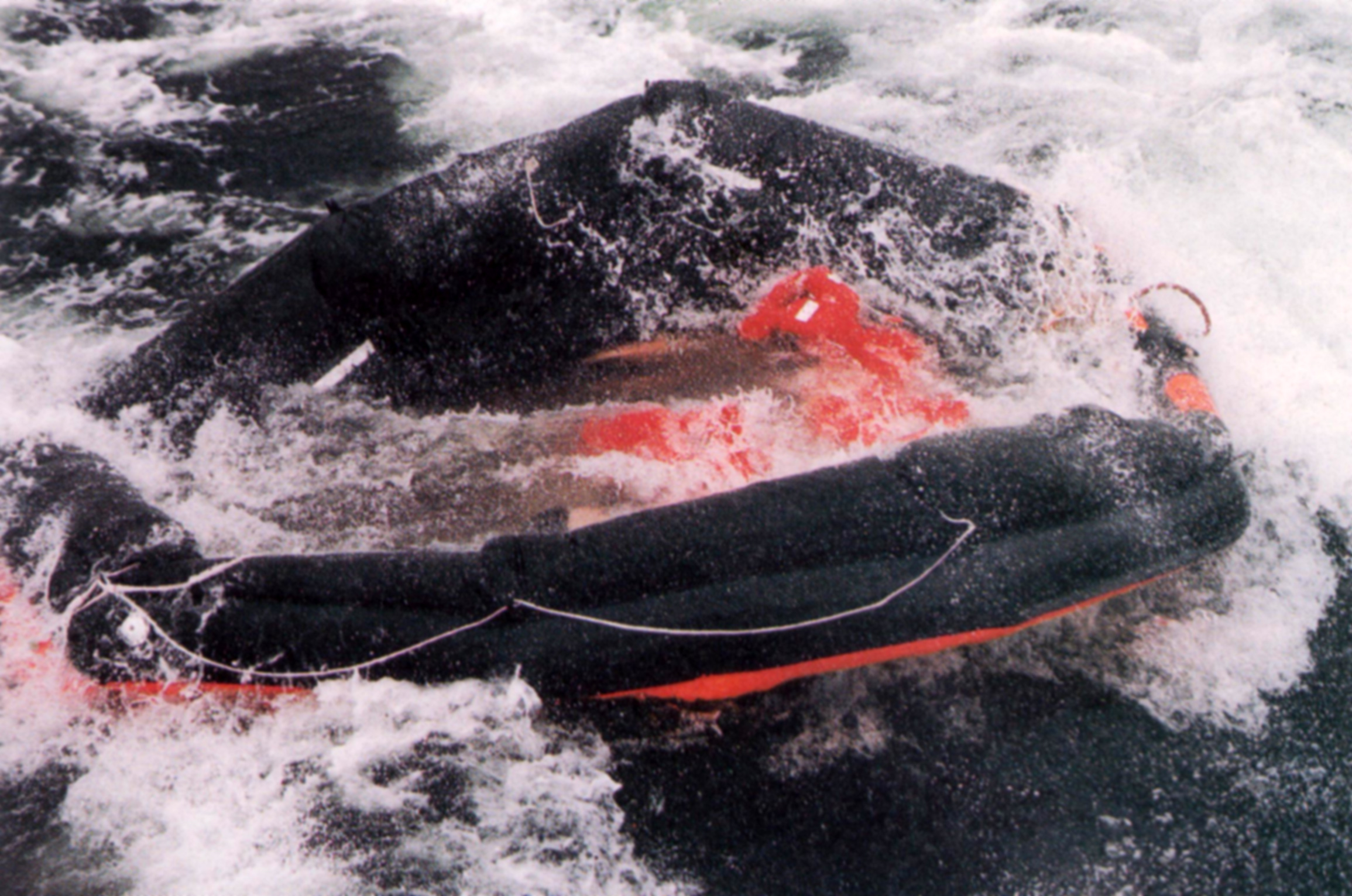
Um dos botes salva-vidas infláveis do MS Estonia, cheio de água

O relatório oficial concluiu que a porta da proa havia se separado da embarcação, abrindo a rampa. O navio já estava adernando por causa da má distribuição da carga, e o adernamento aumentou rapidamente, inundando os conveses e as cabines. Em pouco tempo, a energia falhou completamente, inibindo a busca e o resgate, e uma emergência em grande escala não foi declarada por 90 minutos. Dos 989 a bordo, 138 foram resgatados. O relatório criticou principalmente a construção do navio, bem como a atitude passiva da tripulação, não percebendo que a água estava entrando no convés do veículo, atrasando o alarme e fornecendo orientação mínima da ponte.